# 鲁迪·霍夫曼
鲁迪·霍夫曼（德語：Rudi Hoffmann，1935年2月11日—2020年10月16日），德国男子足球运动员，场上位置是后卫。他曾代表西德国家队参加1958年国际足联世界杯，结果队伍获得第四名。